# Kerobokan-Gefängnis

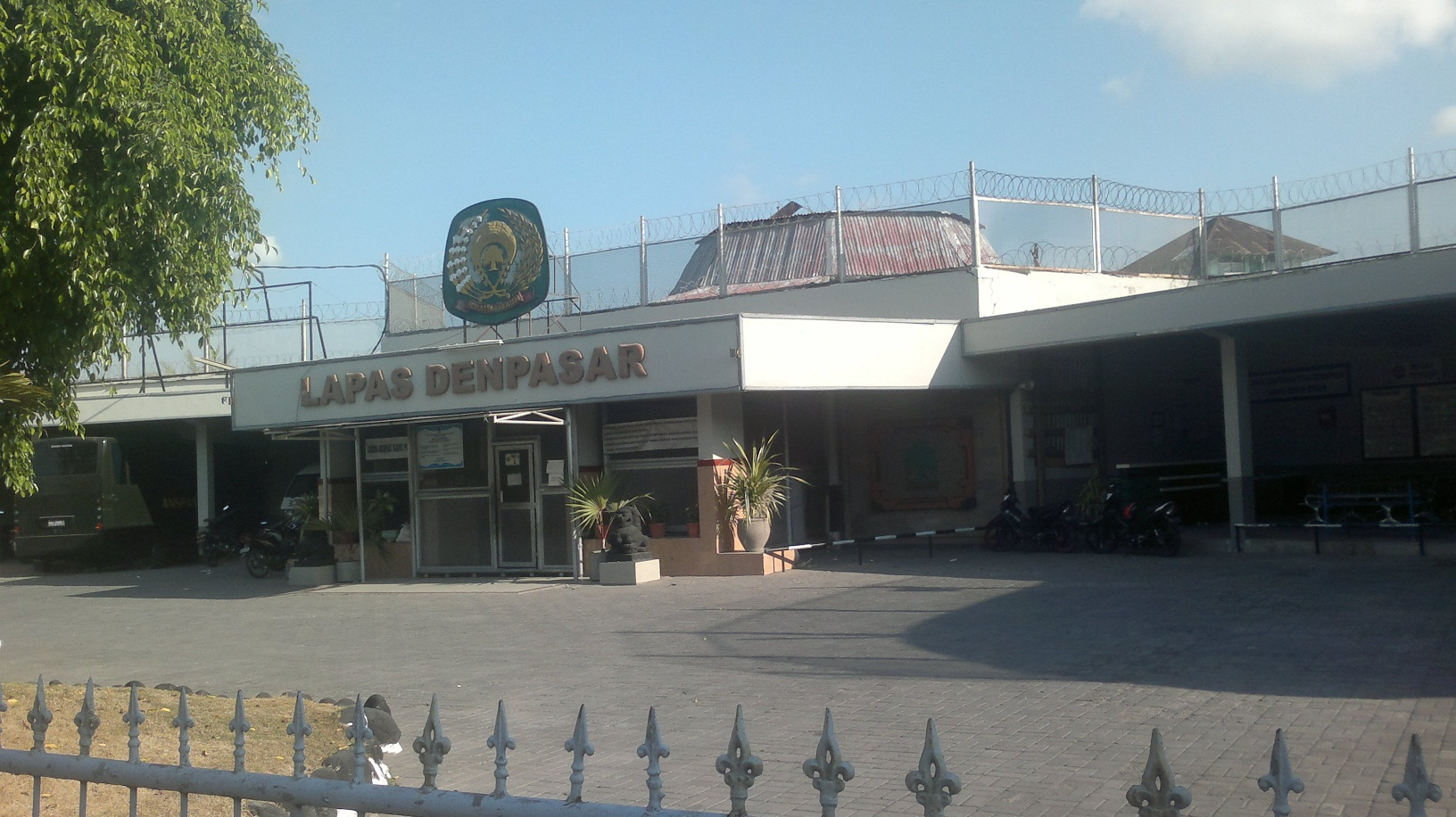
Kerobokan-Gefängnis

Das Kerobokan-Gefängnis, das auch Hotel K genannt wird, befindet sich in Kerobokan im Regierungsbezirk Badung auf Bali, einer indonesischen Insel. Das Gefängnis liegt etwa vier Kilometer von dem Dorf Canggu entfernt.
In dem Gefängnis saßen und sitzen zahlreiche männliche und weibliche Strafgefangene ein, darunter auch Nichtindonesier, die eine Strafe verbüßen, vor allem wegen Drogendelikten. In Indonesien können Drogendelikte mit einer Todesstrafe geahndet werden. Im Jahr 2017 waren beispielsweise 78 % der Insassen deswegen dort in Haft. Das Gefängnis ist nicht nur wegen seiner permanenten Überbelegung bekannt, sondern auch für häufige Auseinandersetzungen von Häftlingen mit dem Wachpersonal, aber auch unter den Häftlingen. Es gilt als ein Gefängnis in dem Korruption und Drogen herrschen.
Im Februar 2018 wurde neben dem Kerobokan-Gefängnis ein separiertes Gebäude für weibliche Strafgefangene in Betrieb genommen. Es entstand mit einer Kapazität von 120 und wurde bereits zum Zeitpunkt seiner ersten Inbetriebnahme mit 198 Frauen belegt.

## Gefängnisleben
Das Kerobokan-Gefängnis wurde im Jahr 1979 in Betrieb genommen und war für eine Kapazität von 320 Insassen konzipiert. Meistens ist es erheblich überbelegt, beispielsweise waren im Jahr 2017 etwa 1400 weibliche und männliche Gefangene unterschiedlicher Nationalität inhaftiert. Davon waren 90 % indonesische Häftlinge und 78 % wegen Drogendelikten in Haft. Im Gefängnis gibt es häufig Auseinandersetzungen von Häftlingen mit dem Wachpersonal, aber auch unter den Häftlingen selbst. Es gilt als ein Gefängnis, in dem Korruption und Drogen herrschen. Jeder Häftling erhält täglich eine Verpflegung im Wert von 1,60 US-Dollar.

## Ausbrüche
Am 17. Juni 2017 gelang vier Häftlingen die Flucht, nachdem sie einen 15 Meter langen Tunnel unter der Gefängnismauer gegraben hatten, der 50 bis 75 cm breit und 15 Meter lang war.
Am 10. Dezember 2017 flohen zwei US-Amerikaner über eine Leiter. Einer von ihnen war wegen fünf Gramm Cannabis in Haft.

## Aufruhr
Im Kerobkan-Gefängnis gab es mehrere Erhebungen und gewaltsame Auseinandersetzungen gegen das Wachpersonal und Streitereien der Strafgefangenen untereinander. Im Februar 2015 wurden zwei Insassen bei einer Auseinandersetzung zwischen zwei Banden im Gefängnis getötet. In der Folge dieser Auseinandersetzung mussten 110 Häftlinge auf andere Gefängnisse verteilt wurden.

## Bekannte Häftlinge
- Die Australierin Schapelle Corby war, nachdem man 4,2 kg Cannabis in ihrem Gepäck fand, zu einer Haftstrafe von 20 Jahren verurteilt, verbrachte davon 9 Jahre im Gefängnis. Anschließend musste sie weitere 5 Jahre auf Bali bleiben und durfte erst 2017 nach Australien ausreisen. Sie wurde in Australien und Neuseeland überaus bekannt, da über sie und ihr Schicksal Filme gedreht wurden und sie zwei Bücher über ihren Gefängnisaufenthalt mitverfasste.
- Amrozi bin Nurhasyim und Imam Samudra wurden im Jahr 2002 zum Tode verurteilt, weil sie am Anschlag von Bali im Jahr 2002 beteiligt waren. Sie verbrachten ebenfalls einen Teil ihrer Haft im Kerobokan-Gefängnis, bevor sie auf der Insel Nusa Kambangan durch ein Erschießungskommando hingerichtet wurden.
- Mitglieder der sogenannten Bali Nine, eine Drogenbande, die aus neun Australiern bestand, waren im Kerobokan-Gefängnis in Haft. Die Australier Andrew Chan und Myuran Sukumaran wurden auf der Insel Nusa Kambangan am 29. April 2015 erschossen, sechs erhielten je eine lebenslange und einer eine 20-jährige Haftstrafe. Neben den beiden Australiern wurden am gleichen Tag vier Nigerianer, ein Brasilianer und ein Indonesier hingerichtet, obwohl es weltweite Proteste dagegen gab. In der Folge zog Australien seinen Botschafter zurück und Amnesty International forderte ein Moratorium für den Vollzug von Todesstrafen in Indonesien.[7]
- Die Britin Lindsay Sandiford wurde wegen Besitzes von 4,9 kg Kokain im Wert von £ 1,6 Mio. zum Tode verurteilt.[8] Bislang wurde das Urteil nicht vollstreckt (Mai 2019).[2]
- Der Deutsche Hans-Peter Naumann wurde am 26. September 2014 wegen Schmuggel von 328 Gramm Kokain verhaftet und zu 15 Jahren Haft verurteilt.[9]